# 스윗 앤 사워
스윗 앤 사워(sweet and sour)는 다양한 스타일의 소스, 요리, 조리법을 포괄하는 일반적인 용어이다. 동아시아와 동남아시아에서 흔히 사용되며, 중세 이후 잉글랜드에서도 사용되었다. 스윗 앤 사워 소스는 아시아 및 서양 요리에서 계속 인기를 누리고 있다.

## 지역별

### 동아시아

#### 중국 요리

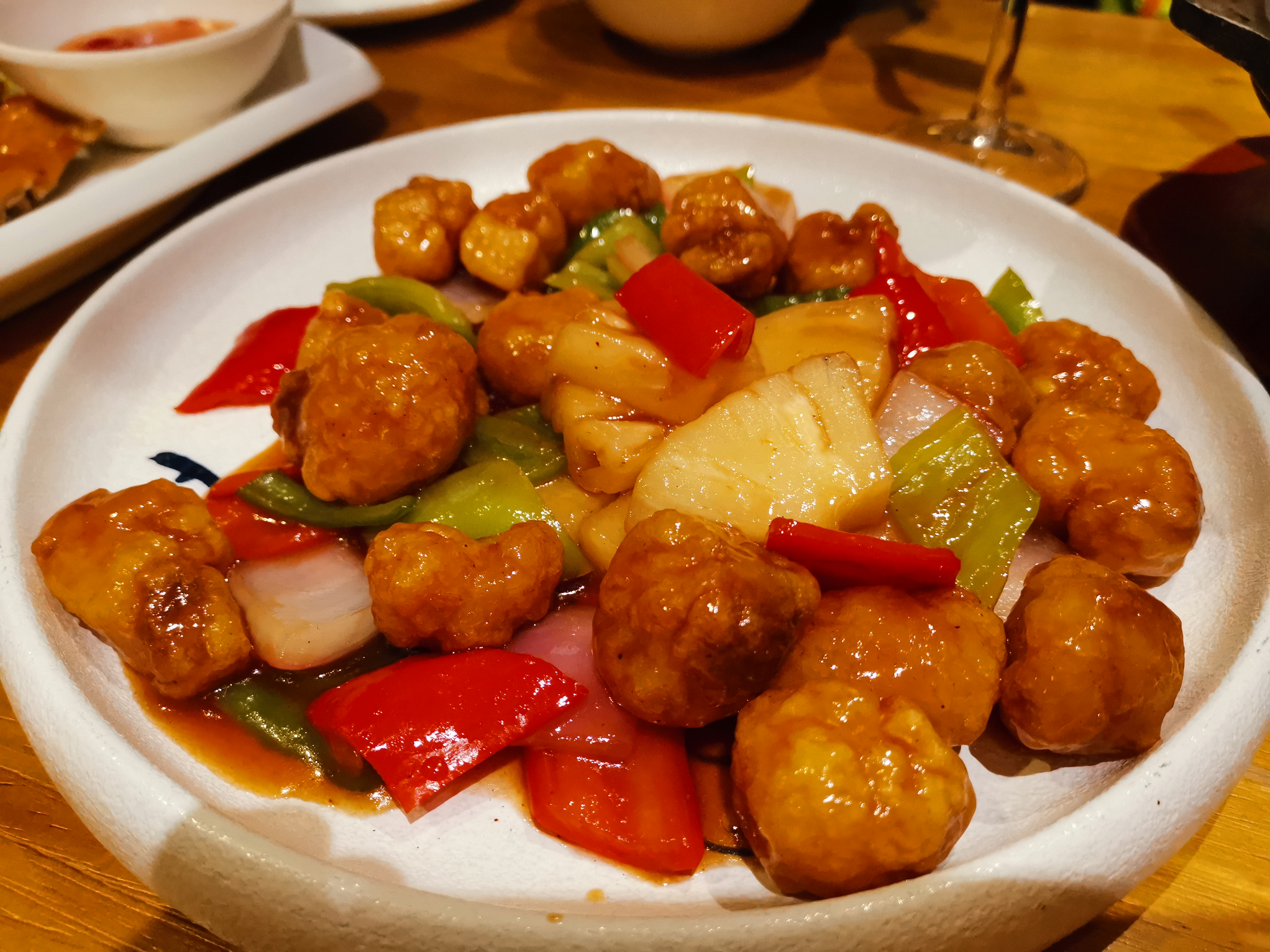
스윗 앤 사워 포크와 파인애플 및 단고추

스윗 앤 사워 요리, 소스, 조리법은 중국에서 오랜 역사를 가지고 있다. 스윗 앤 사워에 대한 가장 초기 기록 중 하나는 708년에 작성된 당나라 (618-907) "샤오웨이 연회" 축제에서 제공된 음식 메뉴인 샤오웨이 옌스 단(중국어 간체자: 烧尾宴食单, 정체자: 燒尾宴食單, 병음: shāowěi yànshí dān)에서 유래했을 수 있다. 여기에는 많은 스윗 앤 사워 관련 요리가 포함되어 있으며, 당 중종을 자신의 집으로 초대한 웨이 쥐위안 재상이 발명했다고 기록되어 있다. 일부 저자들은 오리지널 스윗 앤 사워 소스(중국어 간체자: 糖醋酱, 정체자: 糖醋醬, 병음: tángcùjiàng)가 허난 성에서 유래했다고 말하지만, 이 지역의 소스는 대부분의 사람들에게, 심지어 중국인들에게도 스윗 앤 사워라고 불릴 만한 것이 아니라, 가벼운 식초와 설탕 혼합물이다. 중국의 많은 지역에서는 서양식 중국 요리처럼 조리할 때가 아니라 생선과 고기용 찍어 먹는 소스로 스윗 앤 사워 소스를 사용한다.

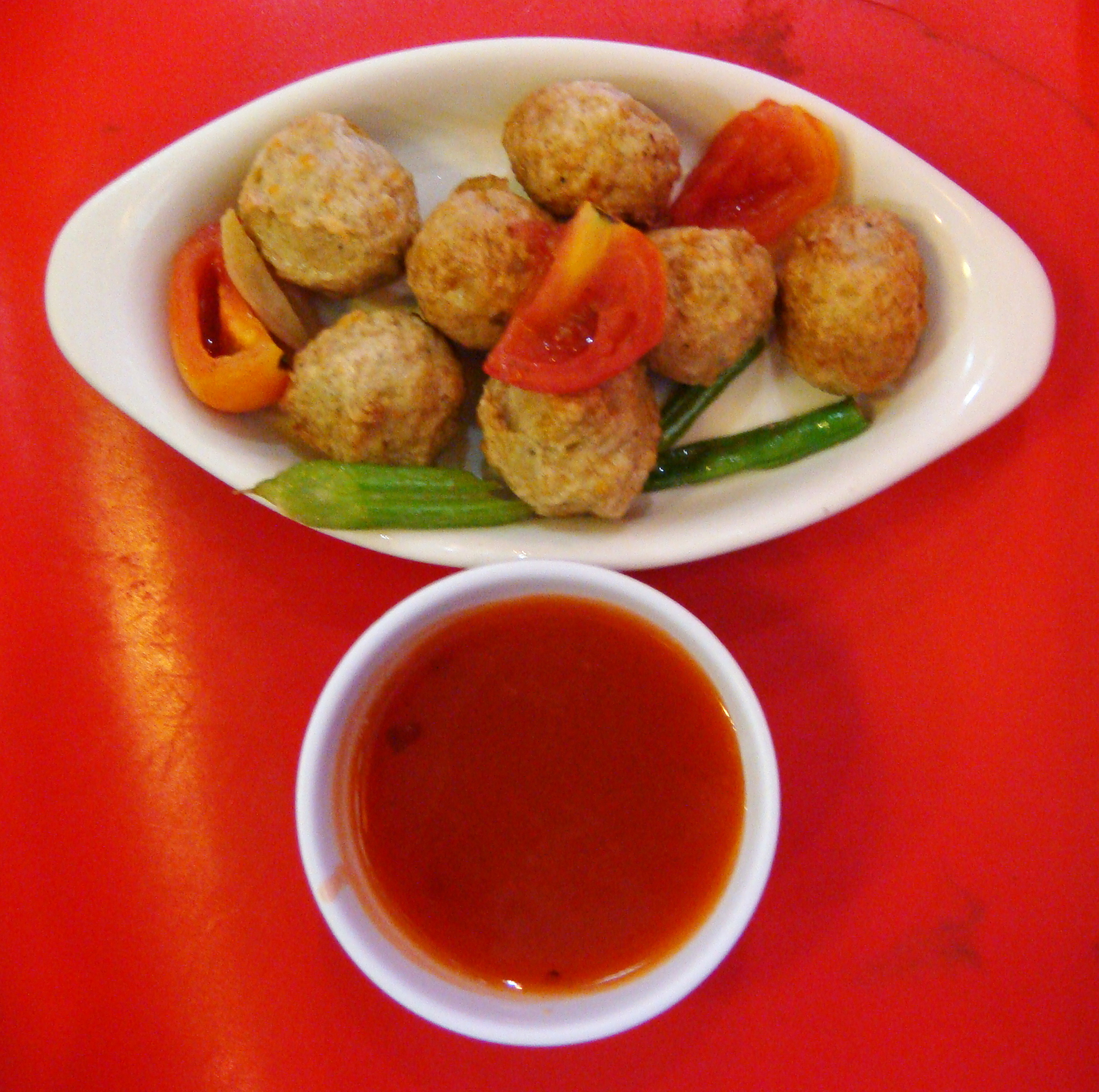
스윗 앤 사워 비드비드 (태평양 텐파운더) 볼

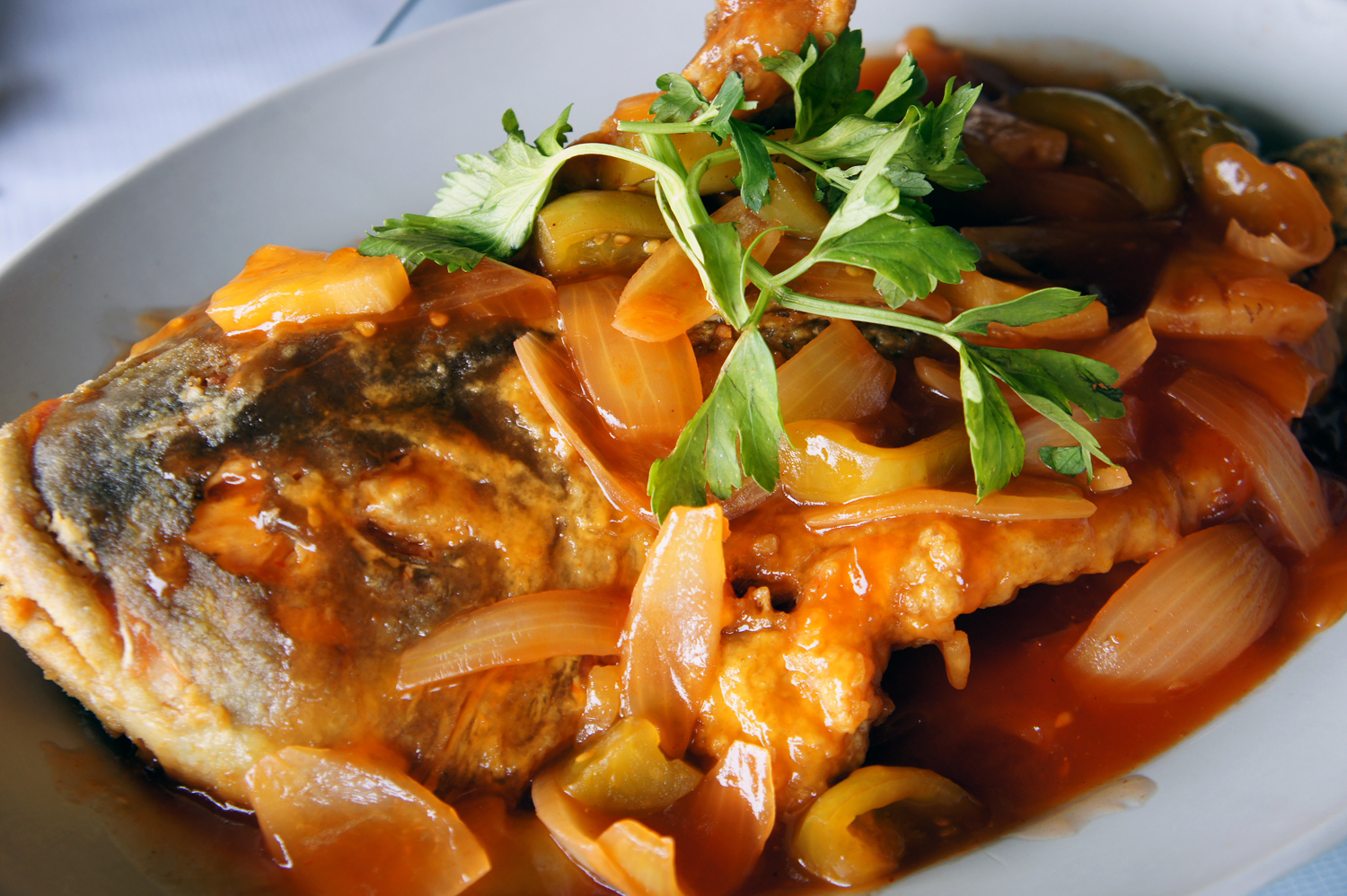
스윗 앤 사워 농어

이러한 소스 사용 방식은 새우에는 고추와 간장, 거위에는 식초와 마늘처럼 특정 고기에 특정 소스를 곁들이는 중국인들 사이에서 인기가 있다. 그러나 광둥식 스윗 앤 사워 포크나 룽 하 커우(스윗 앤 사워 랍스터 볼)와 같이 고기를 조리하고 제공하기 전에 웍에 소스를 추가하는 요리도 있다.
모든 요리가 조리되는 것은 아니다. 중국 동부 지역의 "스윗 앤 사워 과일 및 채소" 샐러드와 같은 일부 요리는 중국 요리에서도 찾아볼 수 있다. 이 차가운 요리는 오이, 토마토, 단고추, 양파와 같은 샐러드 채소를 파인애플 (또는 배), 식초, 설탕의 혼합물과 결합한다.
중국에서는 전통적으로 쌀식초나 간장과 같은 시큼한 액체와 설탕 또는 꿀을 섞고 생강과 정향 같은 향신료를 첨가하여 소스를 만든다. 때때로 토마토로 만든 페이스트가 사용되기도 하지만, 이는 드물고 일반적으로 서양 요리에 국한된다.
광둥식 스윗 앤 사워 소스는 서양에서 동명의 소스의 직계 조상이며, 원래는 스윗 앤 사워 포크를 위해 개발되었다. 홍콩의 유명한 셰프 렁 킹은 자신의 스윗 앤 사워 소스 레시피에 다음을 포함시켰다: 흰 쌀식초, 소금, 중국 흑설탕, 케첩, 우스터셔 소스, 노추. 홍콩의 미식가 윌리 마크 야우통(웨이 링|唯靈으로 더 잘 알려져 있음)은 렁의 오랜 친구로, 현대 식당들에게 값싼 대량 생산 식초, 케첩, 우스터셔 소스를 사용하지 말 것을 제안한다. 그렇게 하면 소스의 맛이 너무 강해져 맛의 균형을 깨뜨릴 수 있기 때문이다. 그는 더 산성이 강한 흰 쌀식초 대신 사과식초를 사용할 수 있으며, 케첩과 우스터셔 소스는 유명한 미식가 브랜드여야 한다고 제안한다.

##### 홍콩/광둥식
오리지널 광둥식 스윗 앤 사워 포크(중국어 간체자: 咕噜肉, 정체자: 咕嚕肉, 한어 병음: gūlūròu, 광둥어 예일: gūlōuyuhk, 직역: rumbling meat)는 식초, 절인 매실, 산사탕으로 만들어 거의 진홍색을 띠며 새콤달콤한 맛을 낸다. 관련 홍콩/광둥식 요리는 스윗 앤 사워 스페어립(중국어: 生炒排骨, 한어 병음: Shēngchǎo páigǔ, 광둥어 예일: sāangcháau pàaigwāt, 직역: stir-fried spare ribs)이다. 방법은 동일하며, 돼지 등심 대신 스페어립을 사용한다.

##### 궈 바오 러우

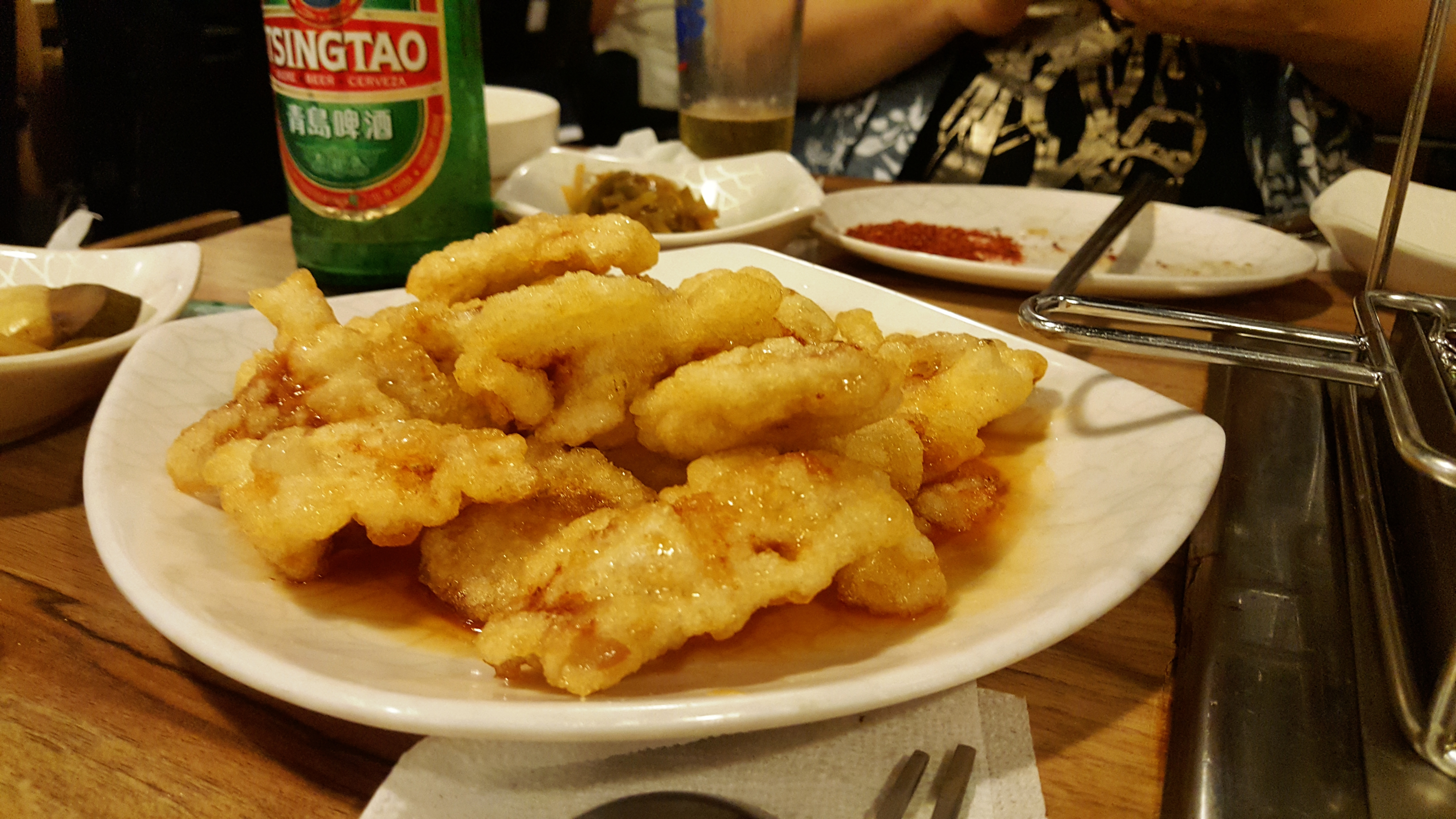
궈 바오 러우 (오리지널 버전)

궈 바오 러우(중국어 간체자: 锅包肉, 정체자: 鍋包肉, 병음: Guō bāo ròu)는 헤이룽장 하얼빈에서 유래한 중국 동북부의 대표적인 요리이다. 이 요리는 얇게 썬 돼지 등심을 감자 녹말 반죽에 넣어 두 번 튀겨 바삭하게 만든다. 그런 다음 갓 만든 시럽과 쌀식초로 만든 스윗 앤 사워 소스 변형으로 가볍게 코팅하고 생강과 마늘로 맛을 낸다. 반죽은 소스를 흡수하여 부드러워진다. 베이징 변형은 소스가 묽고 묽은 반면, 랴오닝성에서 조리된 요리는 종종 케첩(토마토 소스)으로 만든 더 걸쭉한 소스를 사용한다. 그러나 헤이룽장성 하얼빈에서 제공되는 궈 바오 러우의 진정한 또는 오리지널 버전은 카라멜화된 설탕을 사용하기 때문에 호박색 소스로 만들어진다.
비슷한 요리로는 궈 라오 러우 또는 스윗 앤 사워 포크가 있다.

##### 송어 요리

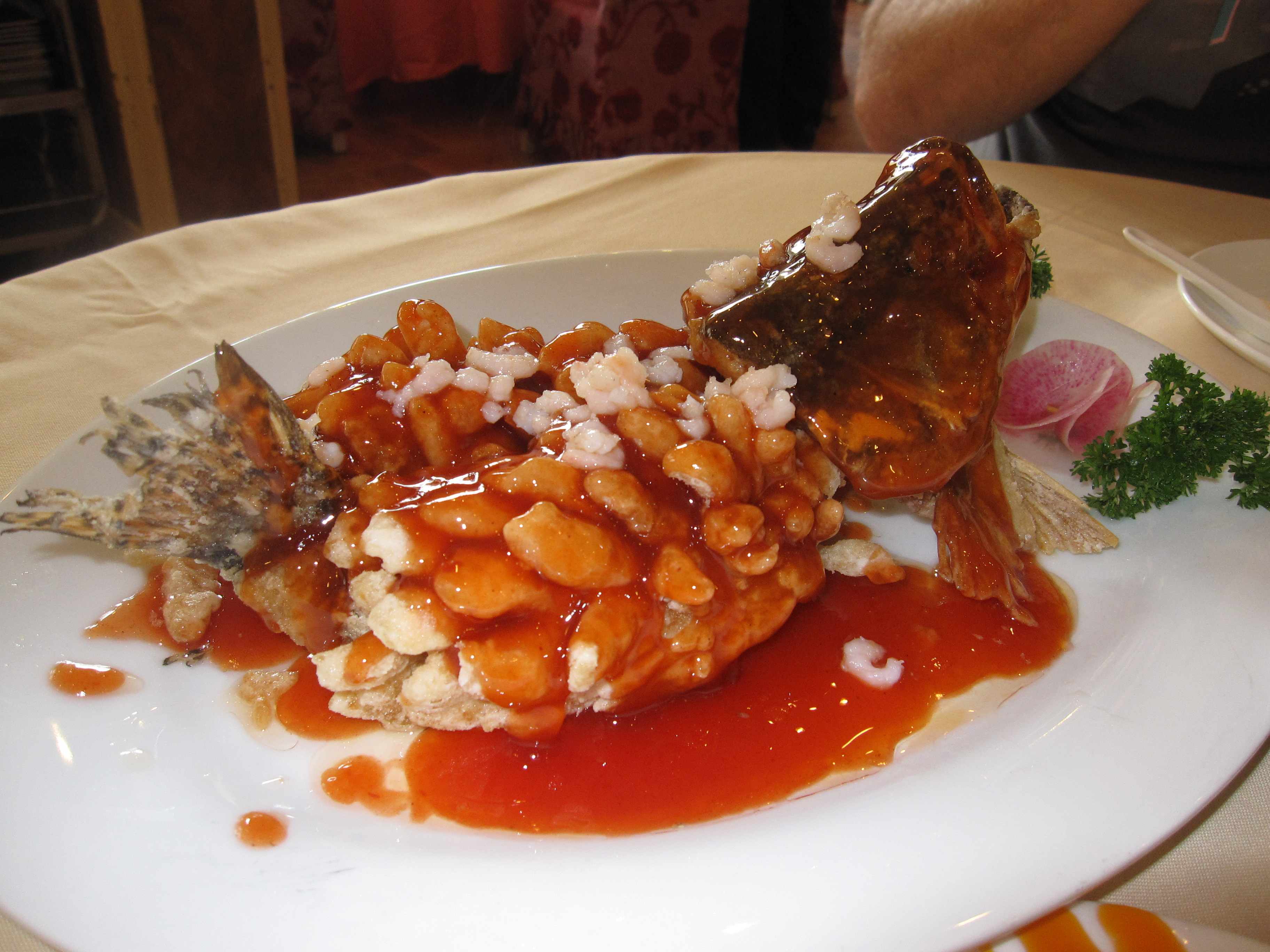
송어 요리, 장쑤 요리의 유명한 요리

장쑤성 쑤저우에서 유래한 다람쥐 모양 만다린 피시(중국어: 松鼠鱖魚, 병음: Sōngshǔ Guìyú)는 바삭한 껍질과 부드러운 속살을 가지고 있다. 중국쏘가리의 몸통은 조리 시 부채처럼 펼쳐지도록 칼집을 내어, 마치 덤불 같은 다람쥐 꼬리처럼 보이게 한다. 생선은 그 위에 스윗 앤 사워 소스를 뿌리고 약간의 새우 살과 말린 죽순으로 장식하여 제공된다.

##### 스윗 앤 사워 황하 잉어
산둥성, 특히 지난의 특산품인 황하 잉어는 살에 비스듬한 칼집을 낸다. 다음으로 옥수수 가루를 입힌 후 튀겨서 생선이 말리고 칼집이 열리게 한다. 마지막으로 조리된 생선 위에 스윗 앤 사워 소스를 뿌린다. 이것은 산둥 요리의 특징적인 요리 중 하나이다.

##### 스윗 앤 사워 돼지갈비

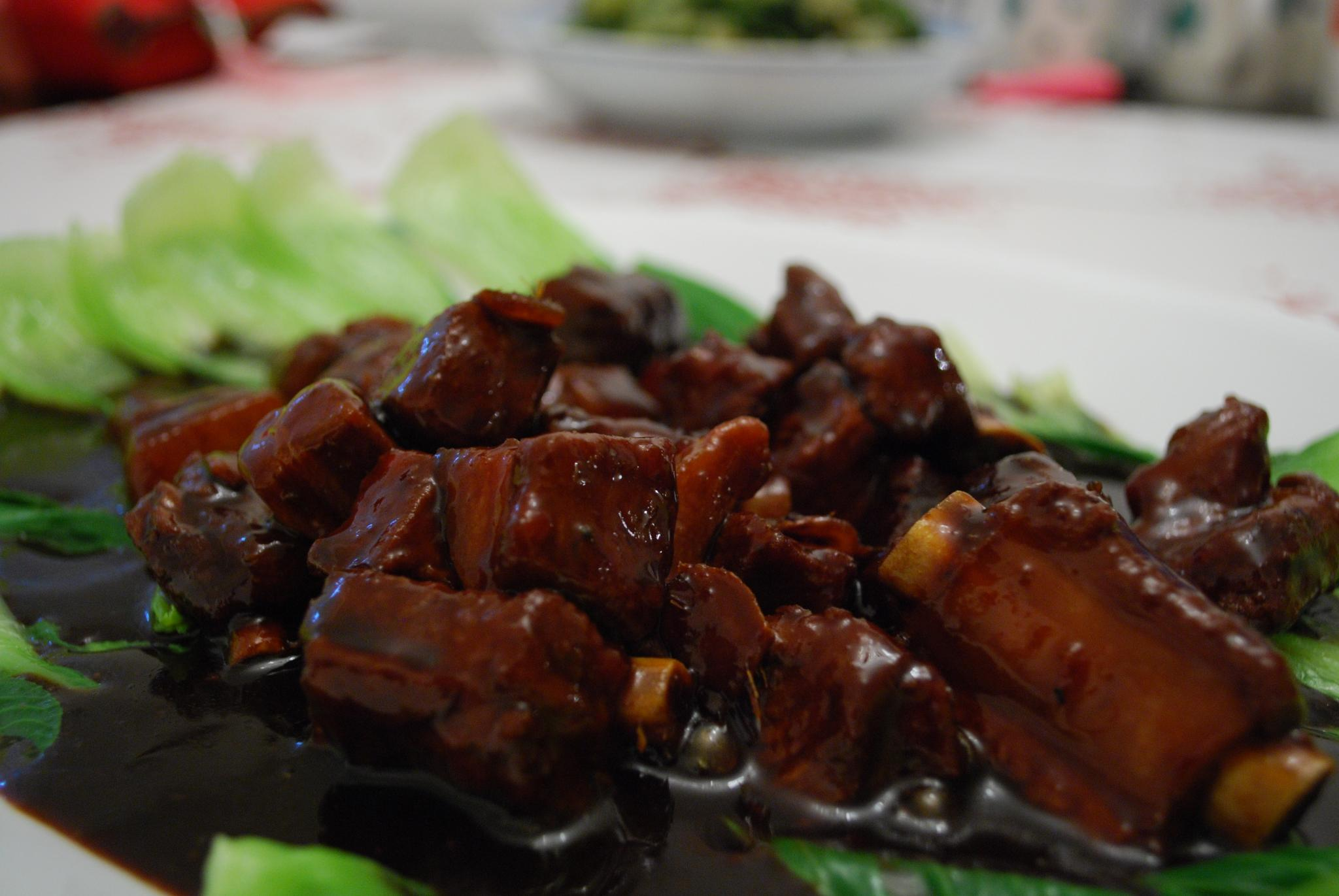
스윗 앤 사워 돼지갈비

상하이 요리에서 인기 있는 요리인 스윗 앤 사워 돼지갈비(중국어: 糖醋小排, 병음: tángcù xiǎopái)는 옥수수 전분으로 가볍게 코팅하고 양념한 돼지갈비를 튀긴 후 스윗 앤 사워 소스와 함께 제공한다.

#### 한국 요리

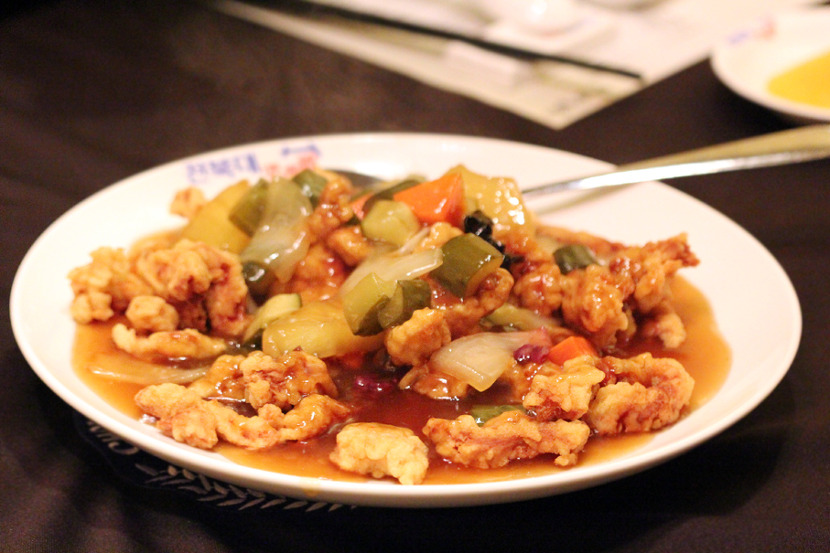
탕수육

대한민국에서는 탕수육으로 알려진 스윗 앤 사워 고기 요리가 한국식 중국 요리 중 가장 인기 있는 요리 중 하나이다. 돼지고기 또는 쇠고기로 만들며, 한입 크기의 조각은 보통 감자/고구마 전분/옥수수 전분 또는 찹쌀가루를 입혀 기름에 두 번 튀긴다. 이 요리는 일반적으로 식초, 설탕, 물을 당근, 오이, 양파, 목이버섯, 파인애플과 같은 다양한 과일과 채소와 함께 끓여서 만든 스윗 앤 사워 소스와 함께 제공된다. 소스를 걸쭉하게 만들기 위해 전분 슬러리가 사용된다.

### 유럽

#### 잉글랜드 요리
스윗 앤 사워 소스는 중세 이후 잉글랜드 요리에서 사용되었으며, 1390년 요리책 《The Forme of Cury》에는 스윗 앤 사워 고기와 생선 요리법이 실려 있다.

#### 프랑스 요리
프랑스 요리에서 설탕과 식초로 만든 스윗 앤 사워 소스 베이스를 가스트리크라고 한다. Aigre-doux는 일반적으로 스윗 앤 사워 소스를 의미한다.

#### 이탈리아 요리

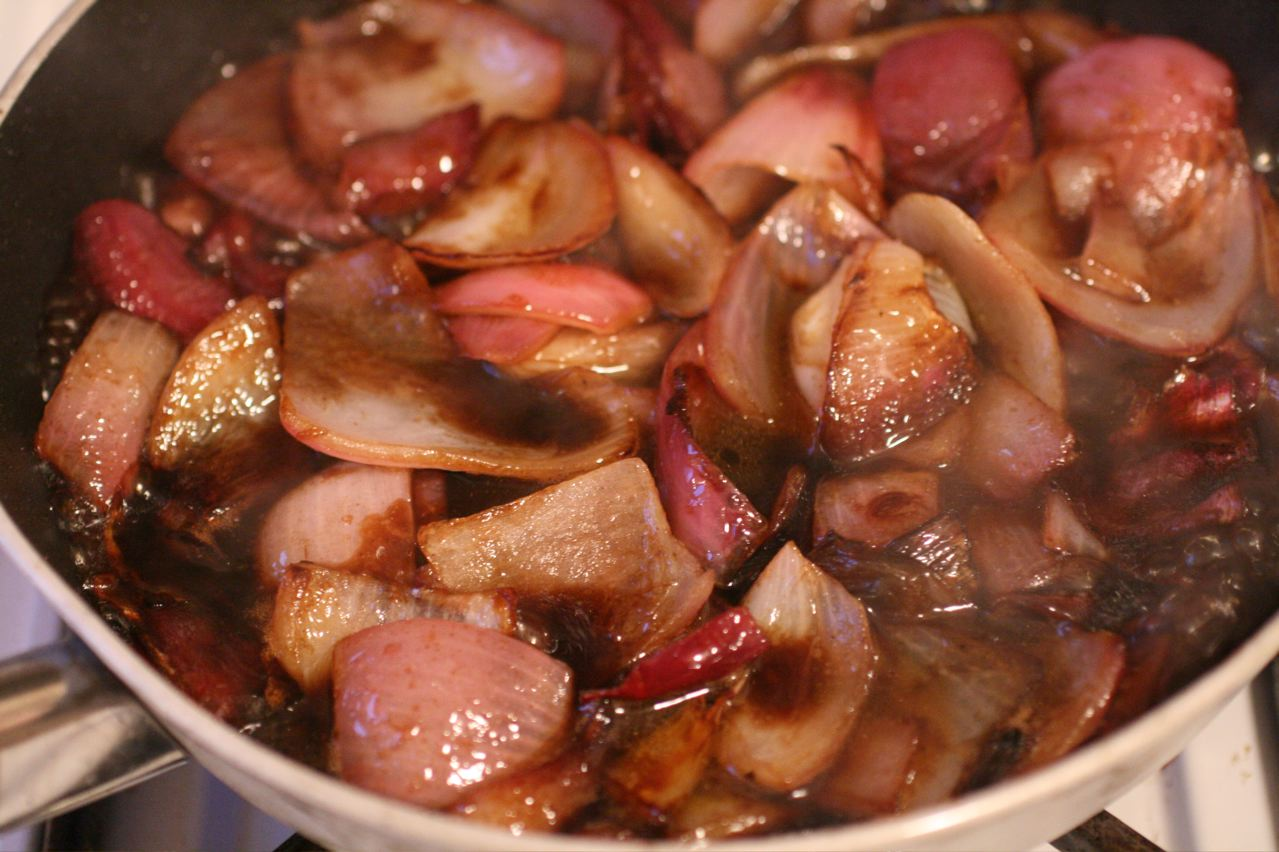
아그로돌체 소스를 곁들인 양파 프라이팬

아그로돌체(it)는 이탈리아 요리의 전통적인 스윗 앤 사워 소스이다. 이름은 '신맛'(agro)과 '단맛'(dolce)에서 유래했다. 아그로돌체는 시큼하고 단 요소를 환원시켜 만드는데, 전통적으로 식초와 설탕이 사용된다. 때로는 와인, 과일, 심지어 초콜릿과 같은 추가적인 향료가 첨가되기도 한다. 양고기 아그로돌체 레시피 중 하나는 리가토니나 파파르델레와 같은 넓은 면 위에 제공된다. 일부 아그로돌체 레시피는 과일 보존을 위한 피클 소스로 사용할 수 있다.

### 동남아시아

#### 필리핀 요리

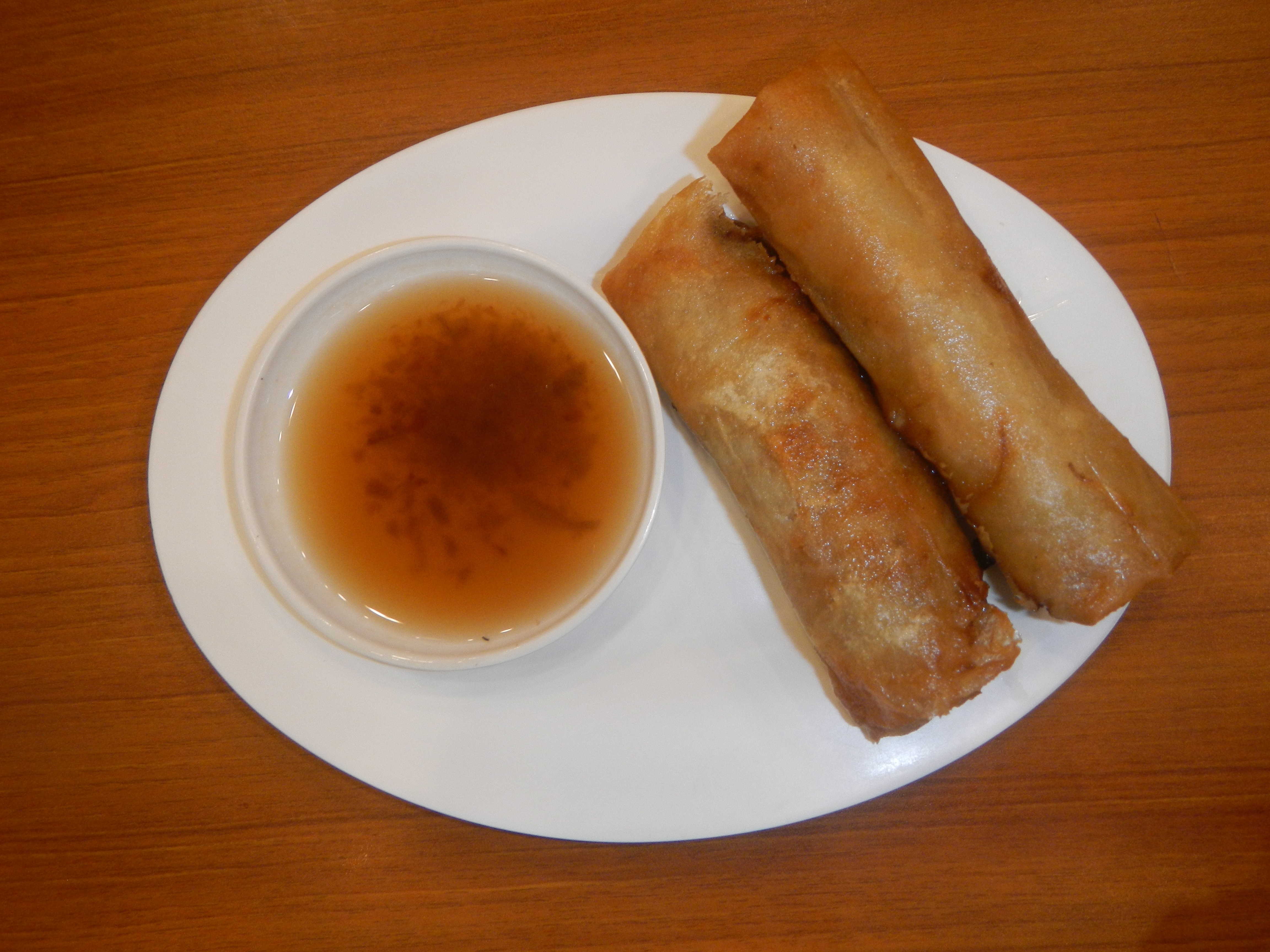
필리핀 룬삐앙과 아그레 둘세 딥

필리핀 요리에서 스윗 앤 사워 소스는 아그레 둘세 또는 필리핀 스윗 앤 사워 소스로 알려져 있다. 이 소스는 옥수수 전분을 물, 소금, 설탕, 그리고 톡 쏘는 재료(일반적으로 토마토 케첩, 바나나 케첩 또는 파인애플)와 섞어 만든다. 혼합물을 끓인 다음 걸쭉해질 때까지 약한 불로 끓인다. 라부요 고추를 추가할 수도 있다. 이 이름은 스페인어로 '신맛'(agrio)과 '단맛'(dulce)에서 유래한 필리핀 스페인어로 "새콤달콤"을 의미한다. 차바카노어로는 agri dulci로도 알려져 있으며, 이 구문은 소스로 조리된 요리를 지칭할 수 있다. 아그레 둘세는 일반적으로 룸피아 또는 오코이와 같은 전채 요리의 찍어 먹는 소스로 사용된다.

## 퓨전 요리

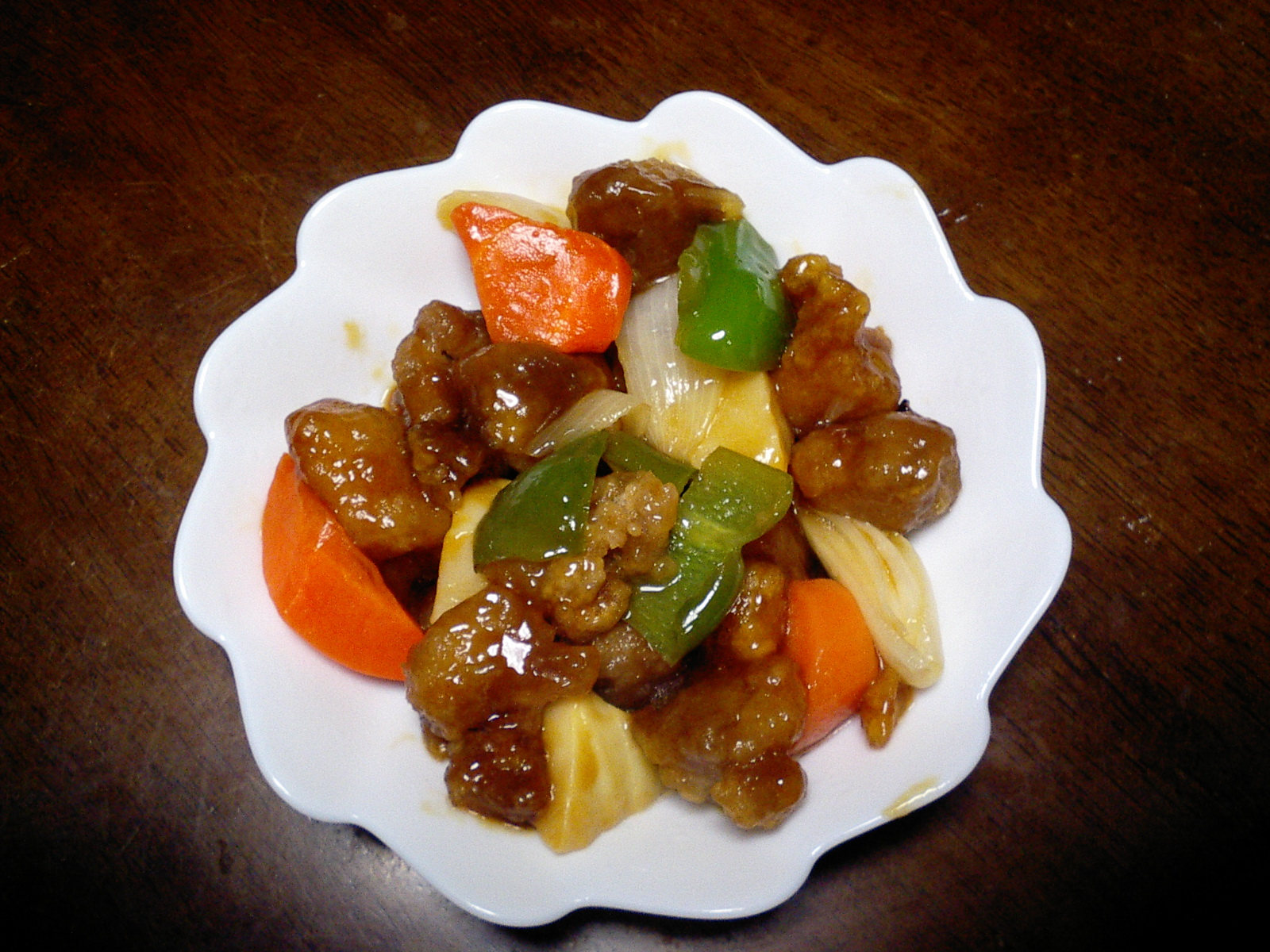
스윗 앤 사워 포크

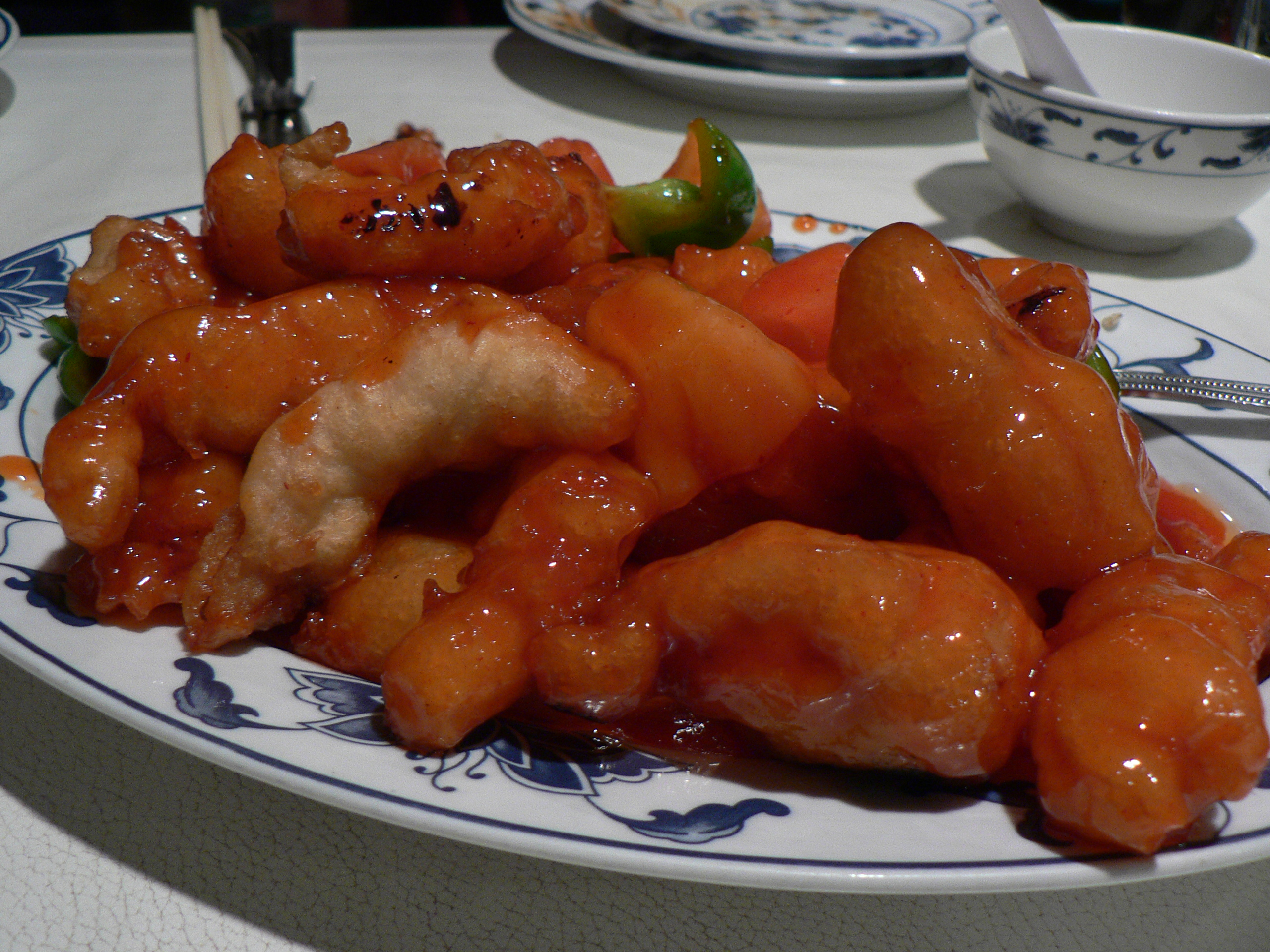
스윗 앤 사워 치킨

스윗 앤 사워 치킨은 오세아니아, 유럽, 북아메리카, 남아메리카의 여러 국가에 있는 중국 식당에서 자주 제공되며, 동아시아 및 동남아시아 일부 식당에서도 본질적으로 동일한 형태로 제공되는 요리이다. 이 요리는 일반적으로 튀김옷을 입혀 튀긴 흰살 치킨 조각을 스윗 앤 사워 소스와 함께 제공한다. 때로는 파인애플, 피망, 당근 또는 달콤한 피클이 얹혀지기도 한다.
스윗 앤 사워 포크는 서양화된 광둥 요리에서 특히 인기 있는 중국 요리이며 전 세계적으로 찾아볼 수 있다. 중국의 여러 성에서는 이를 조상으로 주장하는 다양한 요리를 생산하는데, 그 중 "설탕과 식초 소스에 절인 돼지고기" (糖醋里脊; pinyin: táng cù lǐjǐ)라고 불리는 전통적인 장쑤 요리도 있다. 이 요리는 한입 크기로 튀긴 돼지고기를 설탕, 케첩, 흰 식초, 간장으로 만든 맞춤형 스윗 앤 사워 소스와 함께 볶고, 파인애플, 피망 (피망), 양파 등의 추가 재료를 넣는다. 더 정교한 조리법에서는 중국 백미 식초를 아껴 사용하고 신맛이 덜한 케첩을 사용하여 요리의 신맛을 조절하며, 일부 식당에서는 식초 대신 덜 익은 키위와 HP 소스를 사용한다.
서양 문화는 스윗 앤 사워 소스를 두 가지 다른 방식으로 사용한다. 요리할 때 소스를 재료로 포함시키거나, 식사에 뿌리거나 찍어 먹는 소스로 사용할 수 있다.
서양 국가의 중국 식당에서는 튀김옷을 입혀 튀긴 닭고기, 돼지고기 또는 새우 위에 스윗 앤 사워 소스를 뿌려 제공하는 것이 일반적이다. 스윗 앤 사워 소스를 얇게 썬 피망, 양파, 파인애플과 함께 조리한 후 고기 위에 붓는 것도 흔하다.
많은 서양 요리는 고기를 다양한 재료와 함께 조리하여 구로우육 방식으로 완전한 스윗 앤 사워 요리를 만든다. 가장 인기 있는 요리는 돼지고기와 새우 요리이다. 프랑스 요리에서는 전통적인 프랑스 요리 방식과 달리 개발되었으며, 스윗 앤 사워 소스(Aigre-douce)의 준비는 종종 음식을 풍부한 소스에 담그는 것을 포함한다.
서양의 스윗 앤 사워 소스에 흔히 추가되는 것은 파인애플과 같은 과일과 피망 및 파와 같은 채소이다. 아시아 식품점의 증가로 전통적인 쌀식초를 더 쉽게 구할 수 있게 되었지만, 식초와 드라이 셰리의 혼합물이 스윗 앤 사워 요리에 여전히 자주 사용된다. 또한 소스를 걸쭉하게 하기 위해 옥수수 전분을 사용하고, 요리에 더 강한 붉은색을 띠게 하고 서양적인 맛을 더하기 위해 토마토 케첩을 사용하는 것도 흔하다. 유럽과 북아메리카의 대부분의 슈퍼마켓에서는 볶음 요리나 찍어 먹는 데 사용할 수 있는 다양한 기성 스윗 앤 사워 소스를 판매한다.
주로 북아메리카에서는 스윗 앤 사워 소스가 중국 테이크아웃점에서 작은 플라스틱 봉지나 용기에 담겨 찍어 먹는 소스로 제공된다.
영국에서는 태국식 스위트 칠리 딥핑 소스가 최근 중국식 스윗 앤 사워 소스의 인기를 추월하여, 어묵에서 감자튀김, 오징어와 새우와 같은 해산물에 이르기까지 다양한 서양식 스낵에 비아시아 식당에서도 흔히 찾아볼 수 있다.
다수의 변형이 바비큐 요리에서 사용되며, 집에서 만들거나 여러 일반적인 브랜드에서 준비된다.
미국 중국 식당 외에도 맥도날드, 버거킹, 웬디스와 같은 인기 있는 패스트푸드점들은 자체적인 고유 브랜드의 스윗 앤 사워 소스 패킷을 보유하고 있다. 이들은 일반적으로 치킨 핑거와 치킨 너겟의 찍어 먹는 소스로 제공되고 사용된다.

## 같이 보기
- 아세토멜
- 아그레 둘세
- 에스카베체
- 덕 소스
- 해선장
- 딥 목록
- 중국 소스 목록
- 이탈리아 요리 목록
- 소스 목록
- 라이치 포크
- 팔라파
- 자두 소스
- 레인보우 소스
- 환원
- 스위트 칠리 소스
- 빈코토
- 식초